# Bothriurus mistral
Bothriurus mistral — вид скорпіонів з родини Bothriuridae. Описаний у 2023 році.

## Назва
Вид названо на честь Габріели Містраль, псевдонім чилійської поетеси Лусіли Марії Годой Алкаяги (1889—1957), нобелівської лауреатки, яка народилася у місті Вікуньї та виросла в селі Монте-Гранде, обидва в долині Ельке (регіон Кокімбо), території, що прилягає до типового місцеперебування цього виду.

## Поширення
Ендемік Чилі. Відомий лише у типовому місцезнаходженні — природному заповіднику Естеро-Деречо (30°23ʹ3,86ʺS, 70°24ʹ44,97ʺW, 3034 м над рівнем моря), розташованим у гірському хребті Пайуано в регіоні Кокімбо, на території площею 31 680 га.

## Екологія
Населяє субандський пояс, який характеризується наявністю чагарникової рослинності середньої висоти та чагарників, з домінуючими видами Stipa chrysophylla, Viviana marifolia, Cristaria andicola, Adesmia hystrix (Fabaceae) та Ephedra americana; і найнижчий андський пояс, який характеризується низькими тропічно-середземноморськими чагарниками Adesmia subterranea і Adesmia echinus.